# Ficus punctata
Ficus punctata är en mullbärsväxtart som beskrevs av Carl Peter Thunberg. Ficus punctata ingår i släktet fikonsläktet, och familjen mullbärsväxter. Inga underarter finns listade i Catalogue of Life.